# Котлерман, Самуил Нутович
Самуи́л Ну́тович Ко́тлерман (3 декабря 1920, Одесса — 23 февраля 2006, Одесса) — советский и украинский шахматист и шахматный тренер. В составе команды Украинской ССР бронзовый призёр первенства СССР между командами союзных республик по шахматам (1951).

## Биография
Родился 3 декабря 1920 года в Одессе, в семье краснянского мещанина Нуты Гецелевича Котлермана (1882—?) и друйской мещанки Ханы Мееровны Школьник (1886—?), заключивших брак там же 23 октября 1907 года. Участник Великой Отечественной войны.
Окончил химический факультет Одесского государственного университета имени И. И. Мечникова.   
С 1955 года  до выхода на пенсию работал учителем химии в одесской средней школе № 8.
Шахматами начал заниматься под руководством тренера С. Палавандова. Был шестикратным чемпионом Одессы (1938—1957) и двукратным чемпионом Одесской области по шахматам. Участник чемпионатов Украинской ССР по шахматам. Лучшие результаты показал в 1939 (4—5 места), в 1947 (3—4 места) и в 1948 годах (3 место). В 1948 году выиграл Всесоюзный турнир мастеров и кандидатов в мастера, но квалификационная комиссия не присвоила ему звание мастер спорта СССР по шахматам. Участник полуфиналов чемпионата СССР по шахматам 1950 и 1951 годов.
Три раза представлял команду Украинской ССР в первенствах СССР между командами союзных республик по шахматам, в которых в 1948 году занял третье место в личном зачете, а в 1951 году третье место в командном зачете и первое место на 8-й доске. В 1952 году в составе команды «Искра» победил в первом розыгрыше командного Кубка СССР по шахматам, показав лучший результат на 6-й доске.
Был известен также как шахматный тренер. С 1947 по 1972 год руководил шахматным кружком Дворца пионеров города Одессы. Среди его учеников были будущие гроссмейстеры В. Б. Тукмаков, К. З. Лернер, Л. О. Альбурт, С. А. Палатник, Н. А. Лёгкий, В. И. Бейм.
Умер 23 февраля 2006 года в Одессе.

## Награды
- Ордена Красной Звезды, Отечественной войны 2 степени.

- Медали «За отвагу», «За боевые заслуги» и другие.

## Семья
- Жена — Слава Ароновна Орлова, учитель русского языка и литературы одесской средней школы № 8.
  - Дочь — Марина Самуиловна Котлерман, учитель химии одесской общеобразовательной школы № 8.